# Галикты
Гали́кты (лат. Halictus) — род пчёл из семейства Halictidae, распространённых по всему миру, включающий более 200 видов.

## Биология
Многие виды рода эусоциальные, с размером колоний от 2—4 пчёл до более чем 200. Гнезда подземные, на сухих открытых участках, с несколькими ячейками, в которые собирается нектар и пыльца для личинок. Все виды полилекты.

## Распространение
Основные области распространения: Северное полушарие, несколько видов встречаются также в Южной Америке и Африке.

## Характеристика
Пчёлы мелкого и среднего размера (5—18 мм). Большинство видов черные или темно-коричневые, иногда с зеленоватым металлическим блеском (Seladonia), с апикальными брюшными пучками волосков, брюшко иногда частично красное. 1-я субмаргинальная ячейка переднего крыла больше 3-й, маргинальная ячейка переднего крыла узко закругленная или заостренная, нижние латеральные части клипеуса изгибаются назад под углом 45°. Клипеус длиннее лабрума, слабовыпуклый и не выступающий вперед относительно налобника, лабрум на дистальном крае с срединным отростком.

## Синонимы рода
- Halictus Latreille 1804
- Acalcaripes Pesenko, 1984 Syn. (= Monilapis)
- Prohalictus Pesenko, 1984 Homo. (= Protohalictus)
- Mucoreohalictus Pesenko, 2004 Syn. (= Vestitohalictus)
- Placidohalictus Pesenko, 2004 Syn. (= Vestitohalictus)

## Классификация
Род включает более 200 видов пчёл, и около 15 подродов.
- подрод Argalictus Pesenko, 1984
- подрод Hexataenites Pesenko, 1984
- подрод Lampralictus Pesenko, 1984
- подрод Monilapis Cockerell, 1931
- подрод Nealictus Pesenko, 1984
- подрод Odontalictus Robertson, 1918
- подрод Pachyceble Moure, 1940
- подрод Paraseladonia Pauly, 1997
- подрод Platyhalictus Pesenko, 1984
- подрод Protohalictus Pesenko, 1986
- подрод Ramalictus Pesenko, 1984
- подрод Seladonia Robertson, 1918
- подрод Tytthalictus Pesenko, 1984
- подрод Vestitohalictus Bluthgen, 1961

## Обычные виды
Несколько видов рода имеют широкое географическое распространение.
- Halictus rubicundus (Christ, 1791) (nidulans Walckenaer, 1817; lerouxi Lepeletier, 1841; quadrifasciatus Smith, 1870; lerouxi var. ruborum Cockerell, 1898; rubicundus var. nesiotis Perkins, 1922; rubicundus var. laticincta Blüthgen, 1923; rubicundus var. mongolensis Blüthgen, 1936; lupinelli Cockerell, 1939; frater Pesenko, 1984) — Северное полушарие
- Halictus ligatus — от Канады до Венесуэлы
- Halictus maculatus Smith, 1848 (Halictus interruptus Lepeletier, 1841, non Hylaeus interruptus Panzer, 1798) — Европа, Азия
- Halictus quadricinctus (Fabricius, 1776) (Apis hortensis Geoffroy, 1785; Halictus quadristrigatus Latreille, 1805; Hylaeus grandis Illiger, 1806; Halictus ecaphosus Walckenaer, 1817; H. chaharensis Yasumatsu, 1940) — Европа, южная Сибирь и далее до Афганистана и Китая
- Halictus sexcinctus — Европа